# Історія пошти і поштових марок США

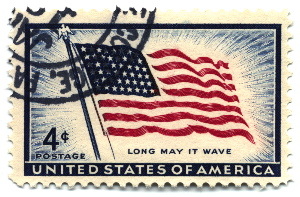
Прапор США з 48 зірками на поштовій марці 1957 року

Історія пошти Сполучених Штатів Америки бере свій початок ще в 17 столітті. Випуск же поштових марок був організований в 1847 році. Розвиток поштового зв'язку і знаків поштової оплати США в сучасних умовах ознаменовано використанням нових технологій на ринку поштових послуг.

## Рання історія пошти

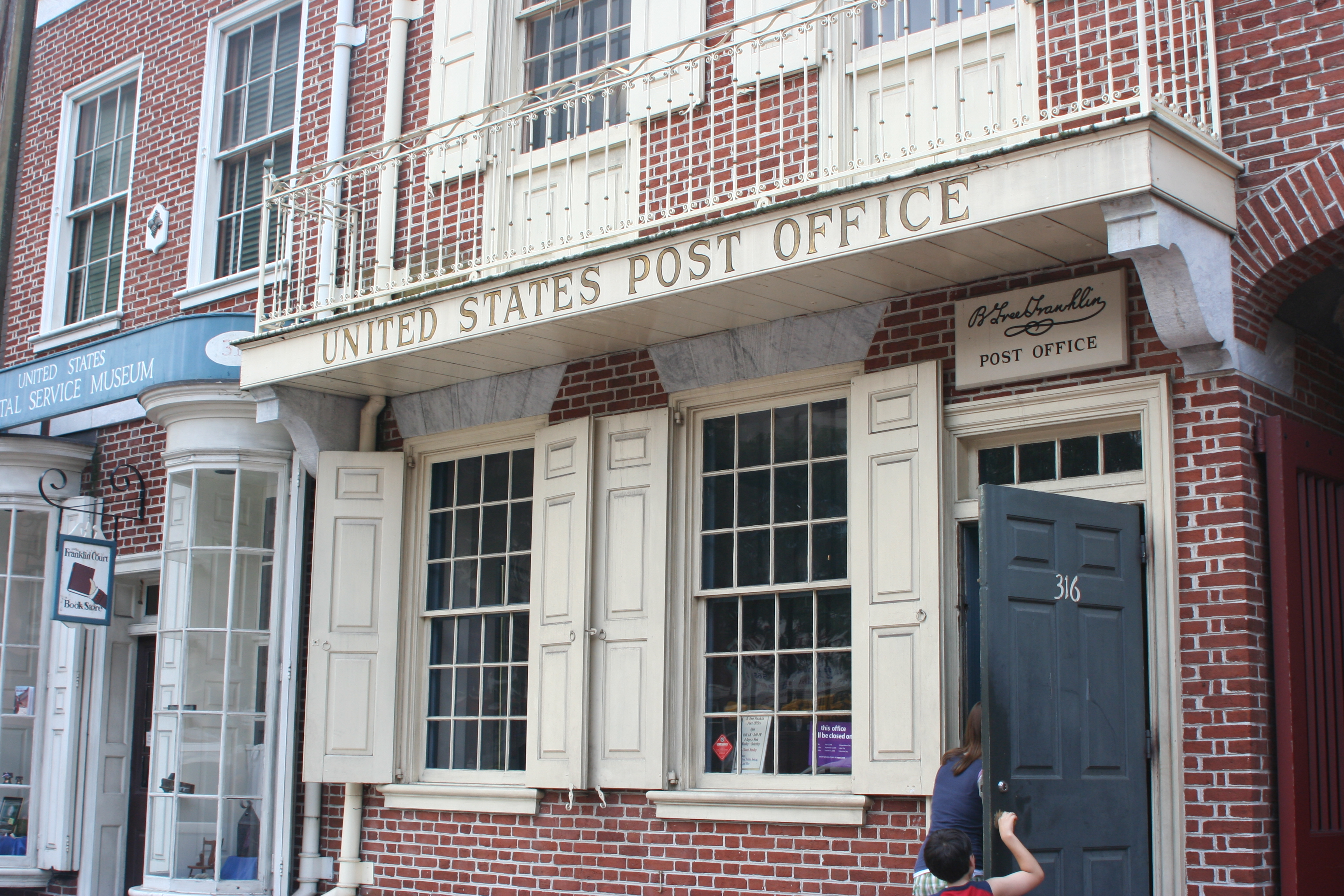
Офіс поштової служби в Філадельфії, Пенсільванія

В американських колоніях неофіційні самостійні поштові маршрути з'явилися в Бостоні вже 1639 році, а поштове сполучення між Бостоном і Нью-Йорком відкрилося в 1672 році.
Офіційно дозволену поштову службу започатковано в 1692 році, коли король Вільгельм III видав «патент» на доставку пошти одному англійському дворянину, котрий прибув до Америки з ексклюзивними правами на утворення і експлуатацію поштової служби. До наступного року вже було прокладено маршрути між Нью-Йорком, Філадельфією, Бостоном і Портсмутом. Кінні гінці не передавали пошту естафетою, а проїжджали увесь маршрут самостійно. Доставка з Нью-Йорка в Бостон листа з одним аркушем коштувала 9 пенсів.
До 1707 року королівський уряд викупив патент, і прийнятим парламентом в 1711 році законом була заснована королівська пошта. Бенджамін Франклін був призначений поштмейстером Філадельфії в 1737 році, а пізніше, в 1753 був призначений королем Георгом III одним із двох заступників головного поштмейстера Америки разом із Вільямом Хантером.
Поштові тарифи були високими, тому колоністи вважали їх ще одною формою оподатковування. Британським законом про гербовий збір для Америки (англ. British Stamp Act for America) 1765 року був введений формальний податок на будь-які офіційні документи, котрий викликав Американську революцію. Податок скасували вже через рік. В тринадцяти колоніях було дуже мало випадків використання цих марок, але вони використовувались в Канаді і на островах Карибського моря, що належали Великій Британії.

## Провізорії
Введення поштових марок у Великій Британії у травні 1840 року викликало великий інтерес в США і в усьому світі. Приватний перевізник Александр Грейг з міста Нью-Йорк відкрив 1 лютого 1842 року Міську кур'єрську пошту (англ. City Despatch Post), яка охоплювала Нью-Йорк на північ аж до 23-ї-стріт. Грейг випустив марки з портретом Вашингтона відбиті методом глибокого друку.
Через декілька місяців після заснування Міської кур'єрської пошти, Грейг продав її уряду США, і вона стала відомою як Міська кур'єрська пошта США (англ. United States City Despatch Post). Уряд почав експлуатацію цієї місцевої пошти 16 серпня 1842 року відповідно до прийнятого конгресом закону декілька років раніше, що дозволив таку місцеву доставку.
Прийнятим 3 березня 1845 року конгресом законом (який набув чинності 1 липня 1845 року), встановлені єдині (і знижені) поштові тарифи для всієї країни, з єдиною ставкою в розмірі 5 центів за відстань менш ніж 500 км (300 миль). Проте до 1847 року конгрес не дозволяв випуск поштових марок, тому поштмейстери робили провізорії. Серед них були і конверти з передплаченим поштовим збором, і марки, переважно з примітивним малюнком. Провізорій поштмейстера Нью-Йорка був єдиним випуском, порівняним за якістю з пізнішими марками. Провізорії міста Балтимор відрізняє факсиміле підпису поштмейстера міста — Джеймса Б'юкенена, який згодом став президентом США. Всі провізорії дуже рідкісні, а вартість деяких з них перевищує 100 тисяч доларів США. Зазначені нижче міста випускали провізорії в 1845 і 1846 роках:

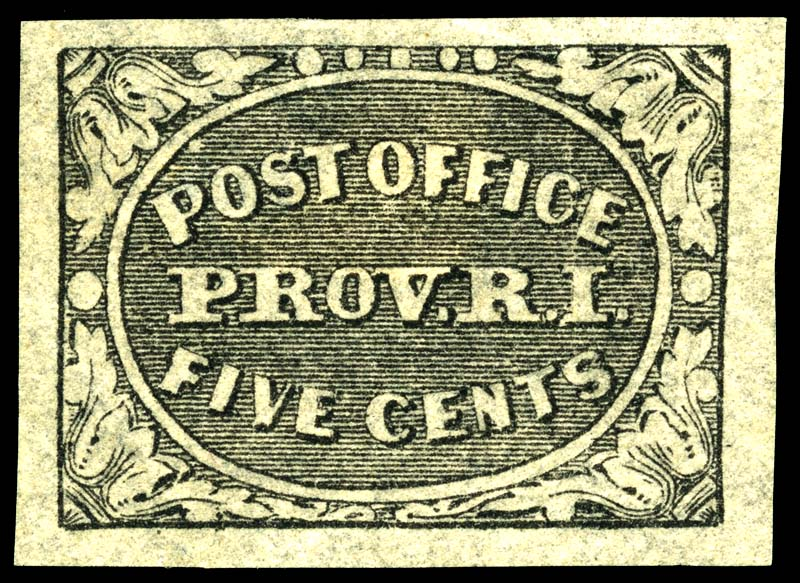
Провізорій, випущений поштовим офісом в Провіденсі (штат Род-Айленд, США, 1846, 5 центів)

- Александрія (Вірджинія) — напис «ALEXANDRIA POST OFFICE» (укр. Поштове відділення Александрії) в колі.
- Аннаполіс (Меріленд) — орел в колі.
- Балтимор — підпис Джеймса Б'юкенена.
- Боскавен (Нью-Гемпшир) — напис «PAID / 5 / CENTS» (укр. «Сплачено/5/центів»).
- Беттлборо (Вермонт) — заштрихований квадрат з ініціалами поштмейстера всередині.
- Локпорт (Нью-Йорк) — «LOCKPORT N.Y.» в овалі.
- Мілбері (Массачусетс) — гравюра на дереві Джорджа Вашингтона.
- Нью-Гевен (Коннектикут) — «POST OFFICE» в квадраті, підпис поштмейстера.
- Нью-Йорк — «POST OFFICE» над портретом Вашингтона.
- Провіденс (Род-Айленд) — «POST OFFICE / PROV. R.I.» в заштрихованому квадраті.
- Сент-Луїс (Міссурі) — сент-луїські ведмеді — герб Міссурі.

## Перші марки

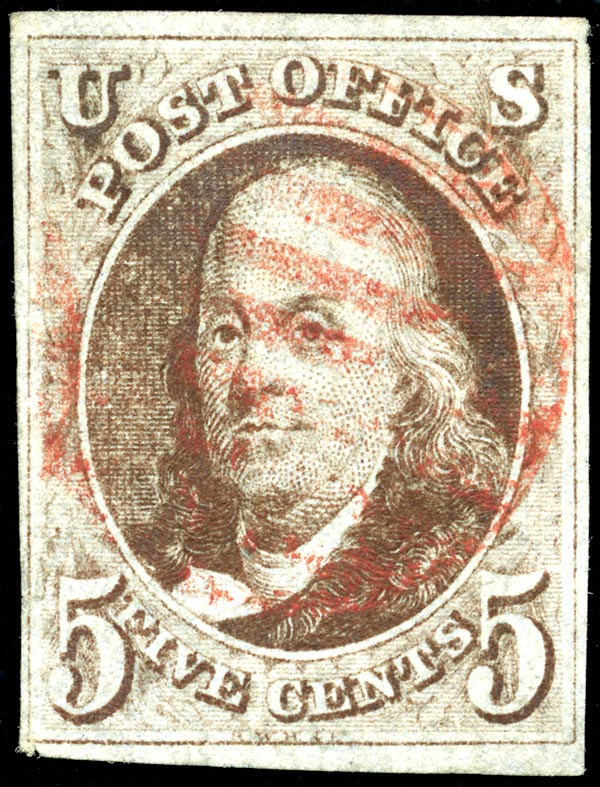
П'ятицентовик 1847 року — перша марка США з портретом Франкліна

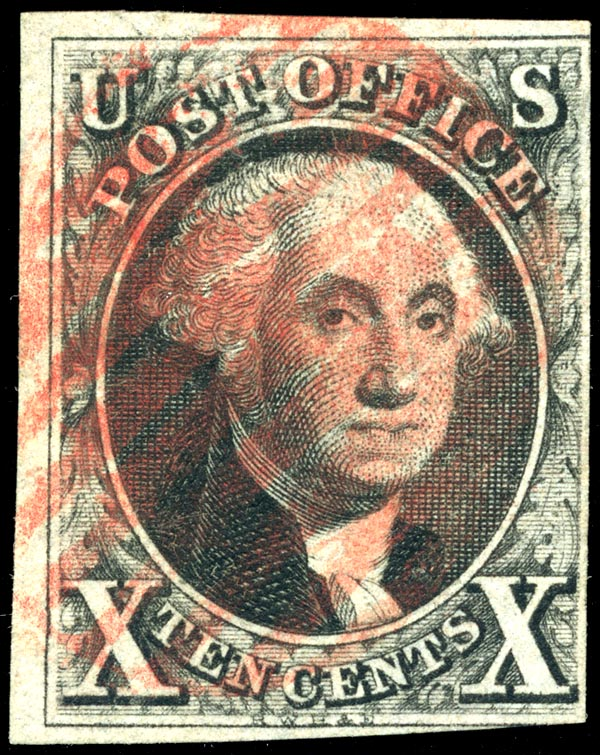
Десятицентовик 1847 року з портретом Вашингтона

Врешті-решт конгрес передбачив випуск марок, прийняв відповідний закон 3 березня 1847 року, і головний поштмейстер США відразу ж надав підряд нью-йоркській фірмі Rawdon, Wright, Hatch, and Edson. Продаж першого випуску поштових марок США почався 1 липня 1847 року в місті Нью-Йорк. Наступного дня марки надійшли до Бостона, а потім і до інших міст. Випуск складався з вигравіюваної червоно-коричневої марки номіналом 5 центів із зображенням Бенджаміна Франкліна (першого поштмейстера США), марки номіналом 10 центів чорного кольору із зображенням Джорджа Вашингтона. Як і всі марки США до 1857 року, вони були беззубцеві.
П'ятицентовою маркою сплачувались листи вагою менш ніж 1 унція, які доставлялися на відстань менше 300 миль, десятицентовою маркою — на відстань понад 300 миль або вагою, яка удвічі перевищує вагу листа, оплачувану п'ятицентовою маркою. Сьогодні часто зустрічаються п'ятицентові марки з дуже поганою якістю відтиску через те, що була використана фарба, яка містила часточки кварцу і сприяла зношенню сталевих пластин, з яких друкувались марки. З іншого боку, відтиски на десятицентових марках відзначаються чіткістю. Негашені п'ятицентові марки з високою якістю високо цінуються колекціонерами.

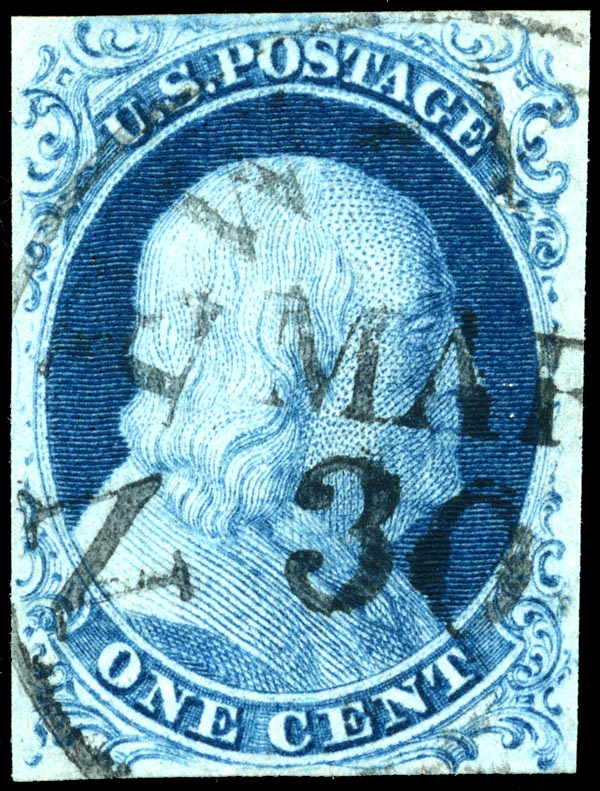
Марка зменшеного номіналу з портретом Франкліна (1 цент, 1851, тип II)

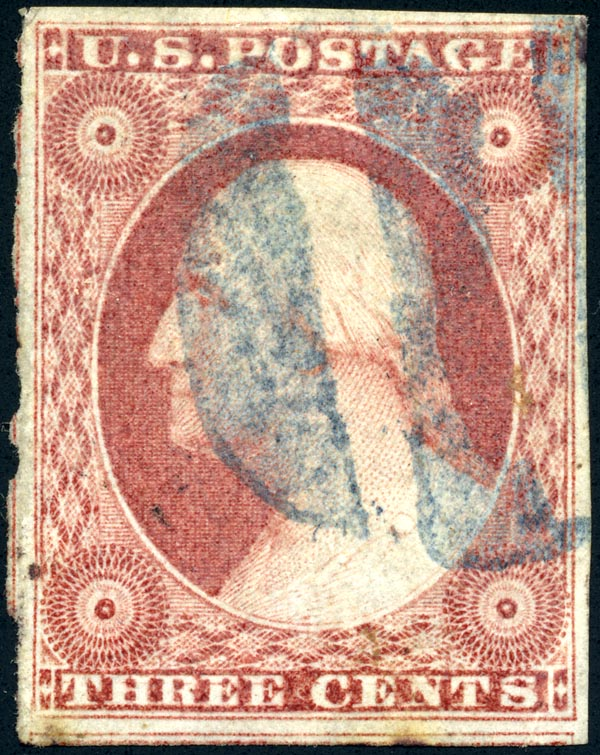
Марка зменшеного номіналу з портретом Вашингтона (3 центи, 1851)

Марки відразу ж стали популярними: було продано близько 3 700 000 марок номіналом 5 центів і близько 865 000 номіналом 10 центів, при цьому достатня їх кількість вціліла, аби забезпечити постійну пропозицію філателістам, попри те, що попит на них такий, що п'ятицентова марка високої якості продавалася в 2003 році за ціною приблизно 500 доларів США, а десятицентова в гарному стані продавалася за ціною приблизно 1400 доларів в гашеному вигляді. Негашені марки зустрічаються значно рідше і коштують близько 6 і 28 тисяч доларів відповідно в гарному стані. В поганому стані марки коштують від 5 до 10 відсотків зазначеною суми.
Робота пошти стала настільки ефективною до 1851 року, що конгрес зміг знизити простий тариф до 3 центів (він не змінювався понад 100 років), викликавши необхідність нової емісії. Номінали нового випуску: профіль Франкліна на синій марці номіналом 1 цент, профіль Вашингтона на червоно-коричневій марці номіналом 3 центи, портрет Томаса Джефферсона на марці номіналом 5 центів, портрети Вашингтона на марках зеленого кольору номіналом 10 центів і чорного кольору номіналом 12 центів. Одноцентова марка стала легендарною, принаймні серед філателістів, оскільки виробничі проблеми призвели до появи значного числа модифікацій кліше, і сьогодні нараховується не менше семи основних різновидів, вартість яких варіює від 100 до 200 тисяч доларів США. Пильні філателісти час від часу знаходять все нові й нові типи цієї марки.
В 1857 році була введена зубцівка, а в 1860 вперше були випущені номінали 24 центи, 30 і 90 центів (з новими зображеннями Франкліна і Вашингтона).
Штемпельні бандеролі з'явились в США також в 1857 році — вперше у світі.

## Громадянська війна в США
Громадянська війна в США порушила функціонування пошти. 13 квітня 1861 року (на наступний день після обстрілу Форт Самтер) Джон Рейган, головний поштмейстер Конфедеративних Штатів Америки, віддав місцевим поштмейстерам наказ повернути марки США до Вашингтона, а в травні юніоністи вирішили відкликати і анулювати всі наявні марки США, і випустити нові. Поштові відділення конфедератів протягом декількох місяців залишались без діючих марок, і попри те, що багато з них повернулись до старої системи оплати готівкою на пошті, понад сотня поштових відділень по всьому півдні випустили власні провізорії. Багато з них стали дуже рідкісними, деякі типи провізоріїв збереглись в поодиноких екземплярах. З часом уряд конфедератів випустив власні поштові марки.
На півночі в серпні з'явились марки із новими малюнками, а старі марки приймались на обмін до кінця року. Вся ця процедура була незрозумілою для людей — відомий ряд конвертів 1862 року і пізніших років з марками 1857 року і з позначкою «OLD STAMPS NOT RECOGNIZED» (укр. СТАРІ МАРКИ НЕ ВИЗНАЮТЬСЯ).
Спільним для малюнків марок 1861 року є літери «U S» (США). Перший випуск складався із номіналів 1, 3, 5, 10, 12, 24, 30 і 90 центів. Деякі на вигляд схожі на своїх попередниць, відрізняючись переважно зображенням рамки.

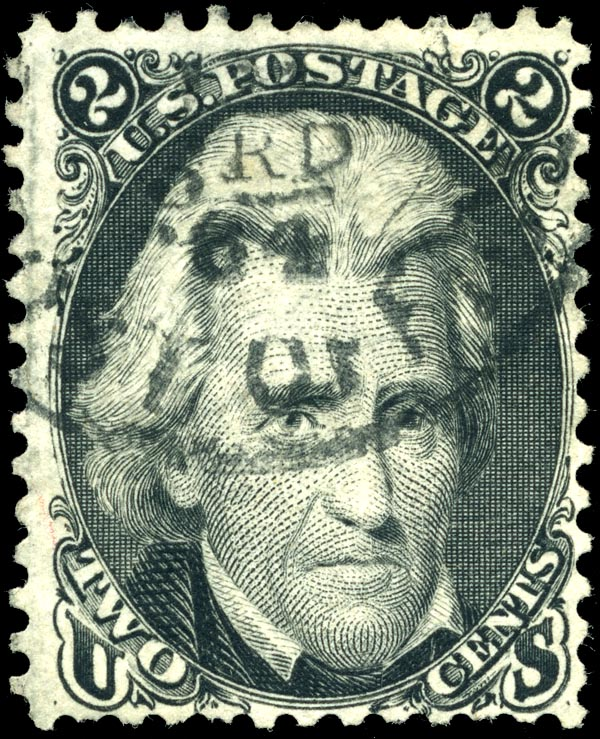
«Чорний Джек» (1863)

Марка номіналом в 2 центи чорного кольору з портретом Ендрю Джексона з'явилася в 1863 році і в наші дні відома колекціонерам як «Чорний Джек». 1866 року вийшла марка номіналом 15 центів чорного кольору нещодавно вбитого президента Авраама Лінкольна, яка зазвичай вважається, що належить до тієї ж категорії марок. Хоча офіційно вона не була зарахована до комеморативних марок, і номінал 15 центів був вибраний з метою оплати щойно введеного тарифу на пересилання рекомендованих листів.
Під час війни значно зріс обсяг пошти, що пересилалася на півночі: урешті-решт було надруковано приблизно 1 750 000 000 марок номіналом 3 центи. Велика кількість їх збереглася і до наших днів, їх вартість зазвичай сягає від 2-3 долари за штуку. Більшість з них — рожевого (rose) кольору. Набагато рідше зустрічаються і коштують досить дорого марки рожевого (pink) кольору, особливо «рожевого кольору голубиної крові» (pigeon blood pink), що продаються по 3 тисячі доларів і більше.
З ініціативи Сполучених Штатів Північної Америки, в 1863 році в Парижі відбувся перший міжнародний поштовий конгрес, але справа не пішла далі обміну ідеями. 1874 року відбувся міжнародний поштовий конгрес в Берні, на якому були присутні представники 22 держав, в тому числі і Сполучених Штатів. 9 жовтня на цьому конгресі була підписана Всесвітня поштова конвенція, яка розповсюдилась і на Сполучені Штати Америки.

## Вафелювання

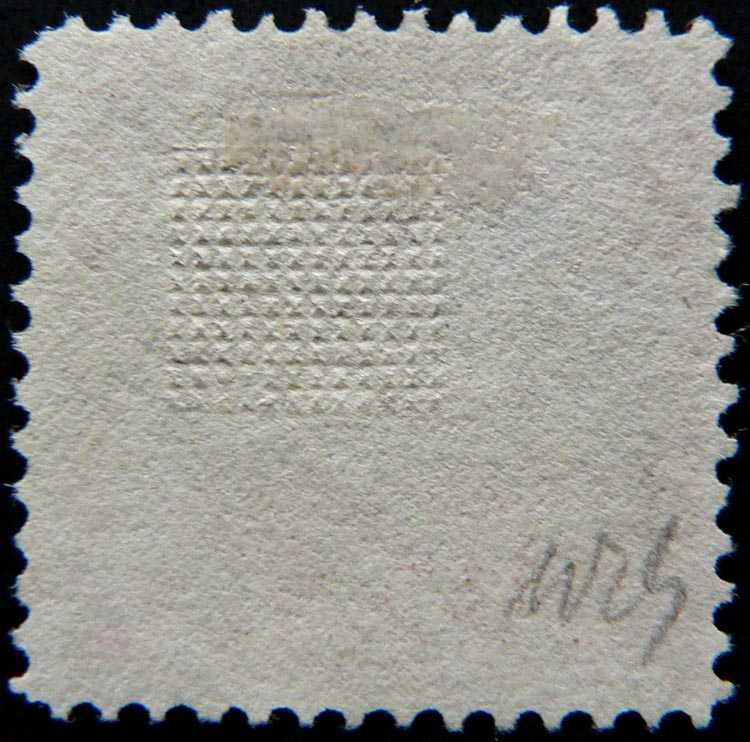
Вафелювання «G» на марці 1869 року

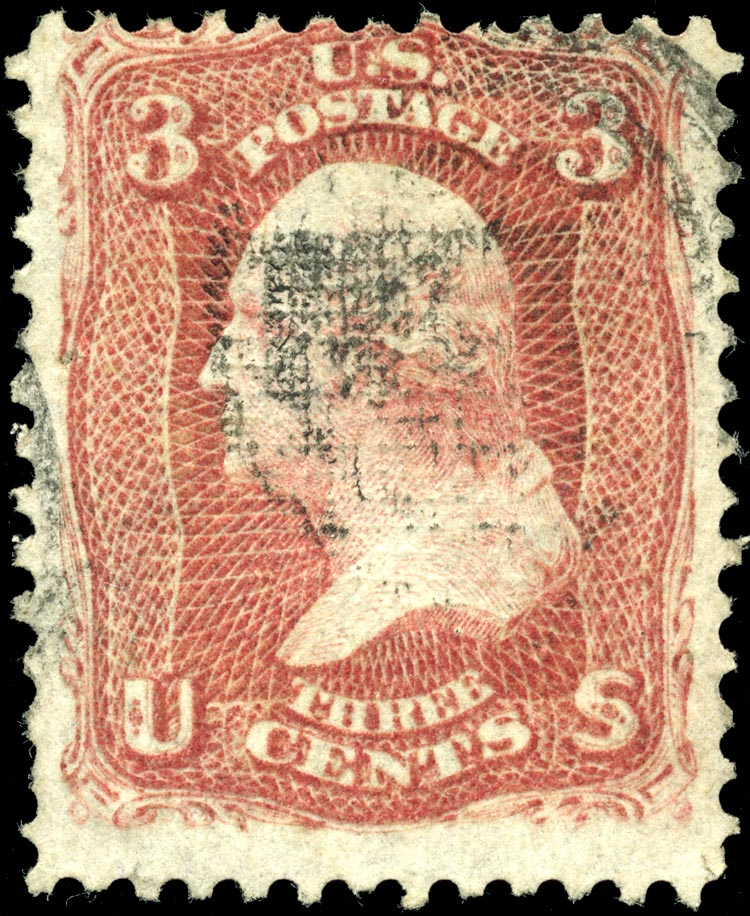
На цьому трицентовику 1867 року вафелювання помітне на гашенні

В 1860-ті роки поштове відомство занепокоїлось повторним використанням поштових марок. Хоча існує мало доказів того, що це явище було розповсюдженим, у значну кількість поштових відділень ніколи не надходило жодних приладів для гашення марок. Через це вони були вимушені імпровізувати при проставленні позначок на марках, то надписуючи марки перовою ручкою («гашення пером»), то вистругуючи малюнок на пробці, інколи підходячи до цієї справи дуже творчо («fancy cancels»). Однак, оскільки фарбу низької якості можна було змити з марки, така методика могла мати лише невеликий успіх. В прагненні вирішити проблему, що виникла, деякі винахідники запатентували різні ідеї.
З часом поштове відомство почало використовувати метод вафелювання поштових марок, тобто пресування їх за допомогою пристрою у вигляді малюнка із крихітними виступами пірамідальної форми, які видавлюють папір, роблячи на ньому розриви, котрі глибше просякають фарбою, що перешкоджає її змиванню. Попри те, що патент зберігся (№ 70.147), більша частина фактичного процесу вафелірування була погано задокументована, тому проводились істотні дослідження з відтворення того, що і коли робилось. Вивчення марок свідчить про те, що використовувалось 10 типів пристроїв для вафелювання, які відрізнялись за розміром і формою (філателісти помітили їх латинськими літерами A-I і Z), що практика ця почалась приблизно в 1867 році і тривала до 1871 року. Ряд вафеліруваних марок входить до числа найбільших раритетів американської філателії: найрідкіснішою із усіх поштових марок США є одноцентовик США з вафелюванням типу «Z», який відомий лише в двох екземплярах.

## 1869 рік

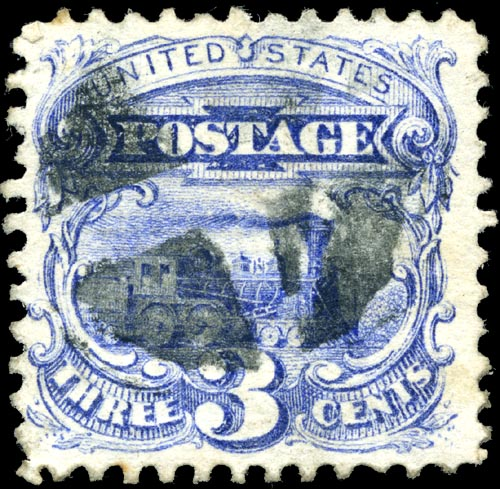
Марка номіналом 3 цента із зображенням паровоза (1869)

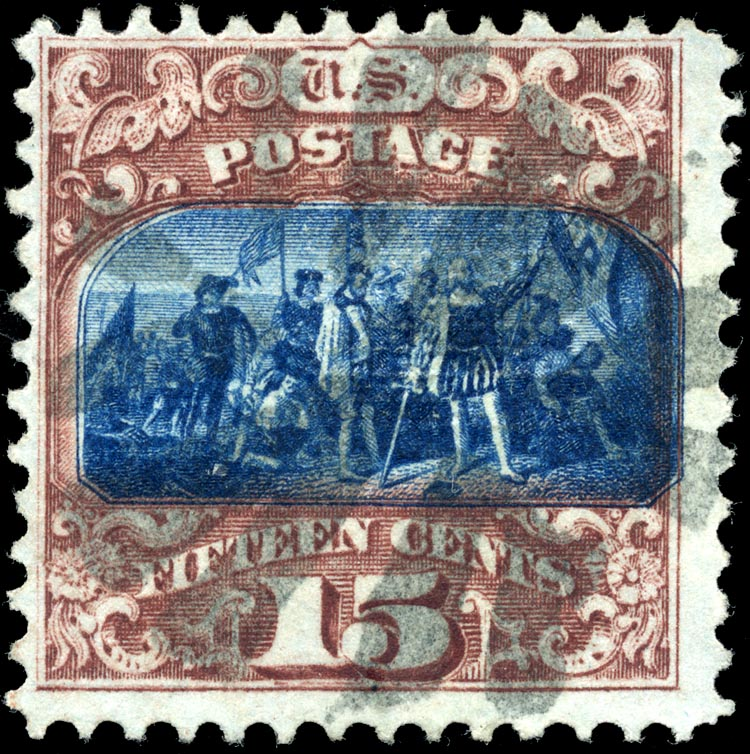
Марка номіналом 15 центів із зображенням висадки Христофора Колумба (1869)

1868 року поштове відомство США найняло компанію National Bank Note Company для виготовлення нових марок найрізноманітніших малюнків. Ці марки з'явились 1869 року і відрізнялися різноманітністю тематики: на двохцентовій (Sc #113) зображений кінний кур'єр «Поні Експрес», на трицентовій (Sc #114) — паровоз, на марці номіналом в 12 центів (Sc #117) — пароплав «Адріатика», на марці номіналом в 15 центів (Sc #118, 119) — висадка Христофора Колумба, на марці номіналом в 24 центи (Sc #120) — підписання Декларації незалежності США.
Серед інших нововведень — перше використання двокольорового друку на марках США, і як наслідок цього — поява перших переверток. Хоча вони дуже популярні серед колекціонерів в наші дні, ці незвичайні тоді марки зустріли вкрай несхвально, і лише через рік їх замінив новий випуск марок.

## «Банкноти»
Марки 1870-х і 1880-х років узагальнено називаються «банкнотами», тому що їх друкували компанії з випуску банкнот Continental Bank Note Company, National Bank Note Company, а потім і American Bank Note Company. Після фіаско марок 1869 року новий головний поштмейстер вирішив взяти за основу серії марок «зображення голови, в профіль, видатних покійних американців», взяв як моделі «мармурові бюсти визнаної чудової якості». Серед об'єктів були як президенти, так і інші видатні люди, такі як Генрі Клей і Олівер Хазард Перрі. Спочатку їх друкувала компанія National, а згодом в 1873 році підряд (і друкарські пластини, що використовувались компанією National) отримала компанія Continental. Continental додала таємні мітки на пластини марок низьких номіналів, щоб відрізняти їх від попередніх випусків. American Bank Note Company викупила компанію Continental в 1879 році, а разом з нею і підряд, і надрукувала марки з аналогічними малюнками на м'якшому папері і з деякими змінами в кольорі.
В 1876 році в Сполучених Штатах вперше у світі з'явились ювілейні знаки поштової оплати — ювілейні конверти з нагоди святкування століття проголошення незалежності.

## Випуск Колумба
Всесвітня виставка Колумба в Чикаго 1893 року була присвячена 400-літтю висадки Христофора Колумба а Америці. Поштове відомство США відсвяткувало цю подію випуском серії з 16 марок з зображенням Колумба і епізодів з його життя. Номінали марок були від 1 цента до 5 доларів (кругленької суми в ті часи). Цю серію часто вважають першими комеморативними марками у світі. Марки були цікавими і виглядали привабливо, зображення на них становили інтерес для колекціонерів і для громадськості. Марки мали успіх (різкий контраст в порівнянні з тематичним випуском 1869 року): в поштових відділеннях країни вишиковувались черги охочих їх придбати. Вони високо цінуються колекціонерами сьогодні. Наприклад, марка номіналом 5 доларів продається сьогодні за ціною від 2,5 до 22,5 тисяч доларів США і вище, в залежності від стану.

## Емісії Бюро гравірування і друку
Також протягом 1893 року Бюро гравірування і друку США брало участь в конкурсі на підряд на друк поштових марок і виграло його з першої спроби. Марки серії, випущеної в 1894 році, переважно були схожі на марки 1890 року, але в їхніх верхніх кутках були зображені трикутники. 1895 року виявили підробку марок номіналом 2 центи, що навело Бюро гравірування і друку на думку про передрук марок на папері з водяним знаком уперше в історії США. Цю практику припинили в 1917 році.

## На межі XX століття
Наприкінці 19 століття пошта США була, згідно з Конституцією, прерогативою федерального уряду. Завідування нею було зосереджене в Post Office Department, голова якого — генерал-поштмейстер — входив до складу кабінету. Зі зміною кабінету переважно йшли у відставку і чотири заступники (англ. assistants), які були у генерал-поштмейстерів. Розширення поштового сполучення як могутній засіб культивування неосвоєних земель; ця справа велась із надзвичайною енергією і завзяттям, попри витрати. Нижче у таблиці представлено дані про зростання поштового сполучення в США за перші двісті років:
| Роки | Число поштових установ | Поштові шляхи (в англійських милях) |
| ---- | ---------------------- | ----------------------------------- |
| 1789 | 75                     | 2275                                |
| 1800 | 900                    | 20 817                              |
| 1850 | 18 589                 | 18 0052                             |
| 1880 | 48 012                 | 329 400                             |
| 1890 | 62 401                 | 428 000                             |
| 1895 | 70 096                 | 456 026                             |

В 1894 році в Сполучених Штатах на одну поштову установу припадало 887 мешканців (третє місце у світі після Люксембургу і Швейцарії). Загальна кількість відправлень за рік становила 5 018 734 000 (перше місце у світі), в тому числі:
- 2 568 612 000 листів,
- 473 906 000 відкритих листів (листівок),
- 2 159 905 000 творів друку і
- 15 583 000 поштових переказів.

На одного жителя припадало по 100 поштових відправлень. При цьому характерною особливістю американської поштової служби в той час були величезні витрати на неї, що виражалися в найбільшому у світі перевищенні витрат пошти над доходами.
В 1897 році загальна кількість поштових установ досягла 71 022. Але із цієї маси поштових установ, які всі безпосередньо підпорядковувались центральному управлінню і поділялись на чотири класи, більшість виконувала поштові операції в обмежених розмірах. Окружні установлення існували лише з нагляду за перевезенням пошти на залізницях.
Поштові установи перших трьох класів — так звані президентські англ. (Presidential Offices) — в 1897 році нараховувалось 3762. Їхні начальники призначались генерал-поштмейстером на чотири роки згідно з угодою із Сенатом, і зазвичай змінювались із перевиборами президента США.
Основна ставка на пересилку закритих листів досягала в США максимуму нормального тарифу Всесвітньої поштової спілки (5 центів). Однією із найпоширеніших поштових операцій стало виробництво платежів через пошту у формі поштового переказу. Поштові перекази на будь-яку суму приймались у 1897 році в 20 031 установах. Установи, які приймали перекази на суму не вище 5 доларів і які не мали права виплачувати гроші за перекази, було 1051. Міжнародні поштові перекази приймались в 3 011 установах. В числі інших міжнародних угод, в 1900 році була укладена угода про взаємний обмін грошових поштових переказів між США і Росією.
За законом, у всіх містах з 10 000 і більше жителів, які давали 10 000 доларів поштового прибутку і пред'являли відповідні вимоги, була встановлена безкоштовна доставка посилок; вона була введена в 627 містах. Однак США залишались в той період поза міжнародною угодою про однаковий, незалежно від відстані і справжньої ваги посилки, дешевий тариф щодо маловагових посилок.
Пошта США продовжувала завдавати скарбниці збитки. 1897 року (фінансовий рік закінчувався 30 червня) вийшов дефіцит в 11,4 мільйона доларів, при загальній сумі прибутків в 82,66 мільйона доларів. Цей несприятливий фінансовий результат пояснюється великою кількістю урядової кореспонденції, а ще більше тим, що надзвичайно низький тариф, встановлений спочатку для газет (1 цент з фунта), потім був поширений на збірки і нові видання книг під бандероллю, які були помічені як «почасові видання» (англ. periodicals), так само і на зворотну пересилку непроданих видань, газет і книг. Однак, Конгрес не погоджувався на зміни тарифу. Крім того, була дуже велика кількість відправлень, котрі з вини самих відправників були недоставлені (понад 9 мільйонів листів на рік), що траплялось через наявність міст з однойменними назвами.
1897 року у Вашингтоні був проведений Всесвітній поштовий конгрес, на якому була прийнята поправка до «Умови про обмін пакетів і скриньок з оголошеною цінністю», згідно з якою жодна держава, яка приєдналася до «Умови», не могла встановлювати для таких міжнародних відправлень тісніших меж, ніж для своєї внутрішньої кореспонденції. У випадку пропажі, викрадення або пошкодження цінного відправлення, відправник отримував від уряду країни відправлення винагороду в розмірі дійсно завданого збитку, але не більше за оголошену вартість. Зі свого боку, уряд зберігав право зворотної вимоги відносно уряду, на території якого пропажа, викрадення або пошкодження мало місце.

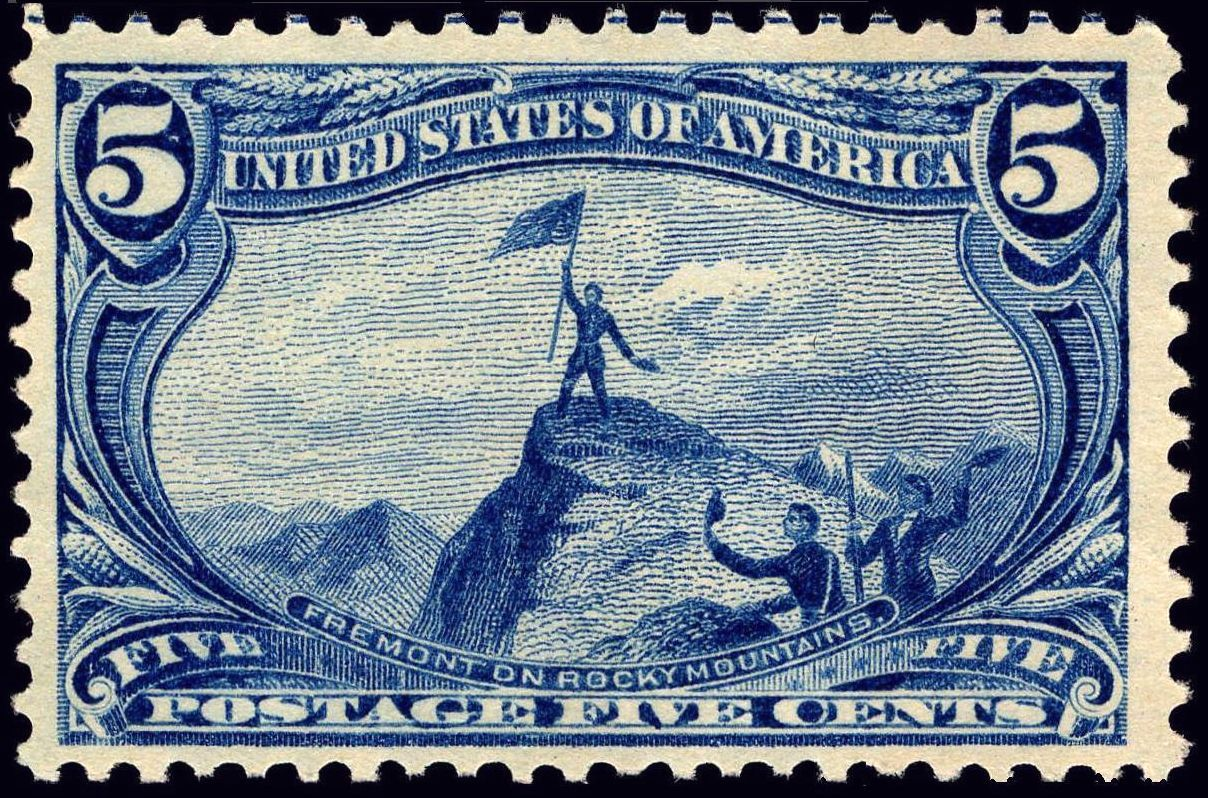
Марка «Фремонт на Скелястих горах» номіналом в 5 центів, 1898 рік

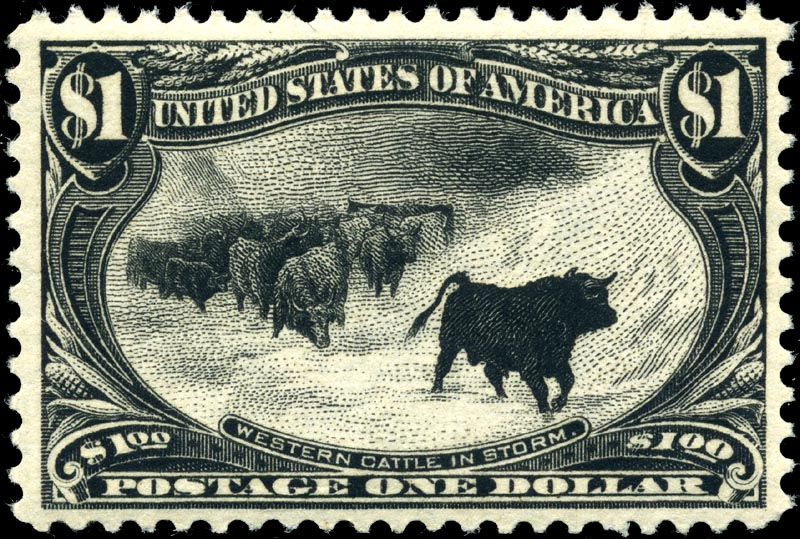
Марка «Худоба Заходу в бурю» номіналом в 1 долар, 1898 рік

1898 року в місті Омаха, штат Небраска відкрилась виставка «За Міссісіпі» (англ. Trans-Mississippi Exposition). З цього приводу американське поштове відомство випустило серію, присвячену цій події (англ. Trans-Mississippi Issue). Спочатку передбачалось випустити марки в двох кольорах, але на потреби Іспано-американської війни пішло дуже багато ресурсів Бюро гравірування і друку, тому марки були випущені однокольоровими. Їх вихід зустріли досить схвально, хоча і не з таким ажіотажем як випуск Колумба; але подібно до випуску Колумба, в наші дні їх дуже високо цінують колекціонери, багато з яких вважають, що марка номіналом в 1 долар «Худоба Заходу в бурю» (англ. Western Cattle in Storm) — найгарніша із усіх поштових марок США.
Іншим великим досягненням в області зображування на марках стала стандартна серія 1902 року, хоча деякі філателістичні видання розкритикували вигадливість і примхливість зображень на марках.
За даними Міжнародного бюро Світової поштової спілки за 1903 рік, Сполучені Штати Америки мали на той час 75 570 поштових установ, тобто більше, ніж Німеччина і Англія разом взяті, але відносно до густоти поштової сітки стояла позаду цих і ряду інших країн, маючи лише одну установу на 129,3 км². При цьому на кожні 72,6 км² приходилось по одній поштовій скриньці. Однак, США мали найбільший у світі штат поштових урядовців і службовців — 242 тис. чоловік, найбільшу відстань поштових курсів — 800 тис. км, найбільше загальне число пройдених поштою в рік кілометрів — 793 млн, а також найбільше число письмових відправлень внутрішньої кореспонденції — 8,8 млрд. У відношенні прискореності поштового зв'язку, на кожний кілометр залізничного поштового курсу припадала річна робота менш, ніж в 1700 км. 1903 року зі Сполучених Штатів було надіслано в інші країни 232 млн письмових відправлень, а отримано 125 млн (третє місце у світі після Німеччини і Австрії; даних по Англії немає).
Значного розвитку набуло в Сполучених Штатах колекціонування знаків поштової оплати, любителі якого почали об'єднуватись у спілки збирачів поштових марок. При цьому кількість спілок філателістів у Сполучених Штатах, разом із Німеччиною, складала більшість стосовно подібних спілок у світі. Найстарішою і найвідомішою серед них була Американська філателістична спілка, заснована в 1886 році.

## Епоха Вашингтона-Франкліна

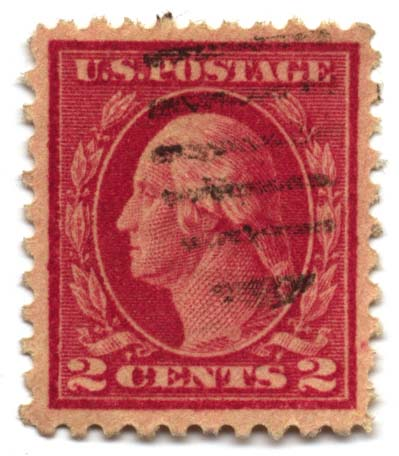
Марка із зображенням Вашингтона номіналом в 2 цента 1914 року (зубцівка 10, з водяним знаком «USPS» в одному рядку

В 1908 році почався тривалий випуск серії марок з портретами Вашингтона і Франкліна. Попри існування лише двох базових малюнків, зображення в профіль портретів Вашингтона і Франкліна, Поштове відомство США пройшло період експериментів. В результаті з'явилось декілька різновидів малюнку, півдесятка різних зубцівок, три типи водяних знаків, три способи друку, а велика кількість номіналів, що в сукупності дає декілька сот розпізнавальних типів марок, виявлених колекціонерами. Деякі з них досить рідкісні, але більшість зустрічається у великих кількостях: це були часи, коли люди божеволіли від поштових карток, і маже в кожній антикварній крамниці США завжди знайдуться листівки з марками зеленого кольору номіналом 1 або 2 центи з цієї серії.
В цей час почався регулярний випуск окремих комеморативних марок замість великих серій, характерних для 1890-х років, приблизно по 1-2 марки в рік.

## 1920-ті і 1930-ті роки
Серед поштових марок США 1920-х років переважала серія 1922 року — перший новий малюнок на марках за життя цілого покоління. На марках низьких номіналів були зображені портрети президентів США (при цьому п'ятицентовик був присвячений пам'яті нещодавно покійного Теодора Рузвельта), а на марках високих номіналів — «індіанці США» (англ. Hollow Horn Bear), Статуя Свободи, Золоті Ворота (без мосту, який тоді ще не був збудований), Ніагарський водоспад, бізон, Меморіал Лінкольна та ін. Поки ці марки знаходились в обігу, в поліграфії поштових марок відбувся перехід від плаского друку до ротаційної машини, внаслідок чого більшість з них відомі з двома зубцівками: 11 у марок, надрукованих за допомогою плаского друку, і 11x10,5 у марок, надрукованих на ротаційній машині.
В 1920-ті роки святкувався ряд 150-літніх ювілеїв, пов'язаних з війною за незалежність США. Цим подіям був присвячений ряд марок. Серед них — поштовий блок США, випущений з нагоди 150-річчя «битви білих рівнин» (англ. Battle of White Plains), і перша наддруківка, написи «MOLLY / PITCHER», героїні битви при Монмуті.

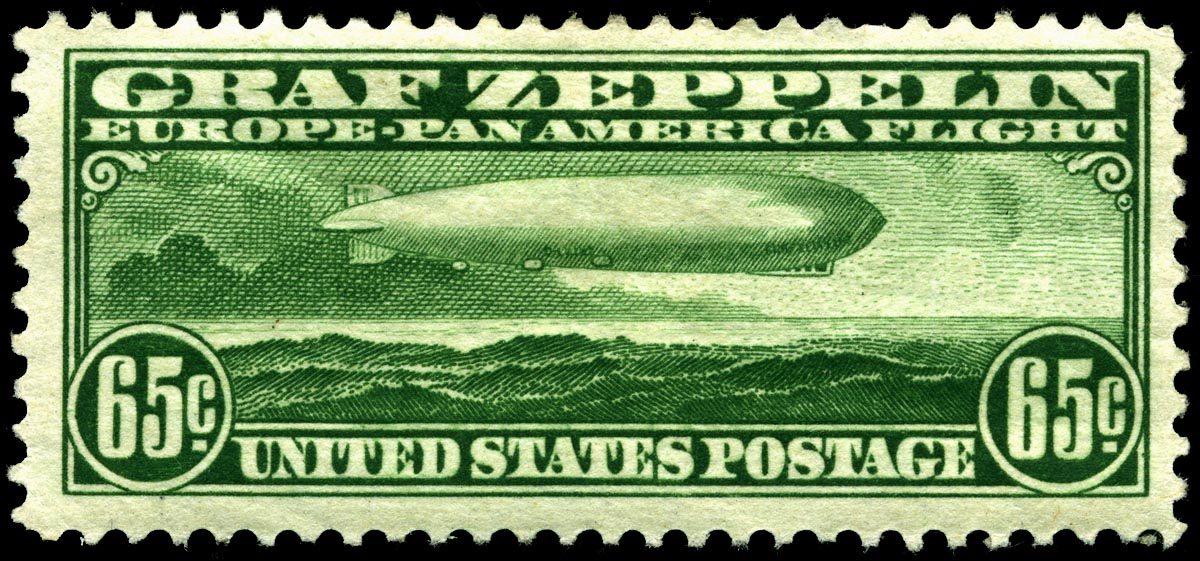
Марка с «Цепеліном» номіналом 65 центів 1930 р., випущена в квітні для пан-американського перельоту в травні-червні дирижабля «Граф Цеппелін»

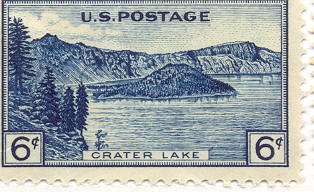
Марка із зображенням Озера Крейтер номіналом 6 центів — найперший випуск марок часів Рузвельта, 1934 р.

В 1929 році проблема крадіжки марок на середньому заході призвела до появи наддруківок «Канзас-Небраска» на марках стандартного випуску.
Німецькі Цепеліни викликали широкий інтерес в цей період, і в 1930 року поштове відомство США випустило спеціальні марки дирижабельної пошти для використання під час пан-американського перельоту дирижабля «Граф Цеппелін».
Хоча ці марки сьогодні дуже високо цінуються колекціонерами як шедеври мистецтва гравюри, в 1930 році незадовго до цього стався біржовий крах, який означав, що мало хто міг дозволити собі придбати ці марки (на вартість комплекту — 4,55 доларів — сім'я з чотирьох чоловік могла прожити тиждень). Було продано менш ніж 10 % мільйонного тиражу кожного номіналу, а інші марки спалили (марки були в широкому продажу тільки з 19 квітня по 30 червня 1930 року). За оцінками, до наших днів збереглось менше 8 % надрукованих марок, і вони залишаються найменшим випуском марок США 20 століття (було куплено лише 229 260 марок, і лише 61 296 екземплярів марки номіналом $2,60 було продано).
В 1933 році Франклін Рузвельт став президентом США. Він був відомий не лише як запеклий колекціонер (в його колекції нараховувалось приблизно 1 мільйон марок), але й завдяки виявленому ним інтересу до емісії поштових марок поштовим відомством США: більшість малюнків на марках 1930-х років були натхненні або змінені відповідно до його порад.

## «Президенти»

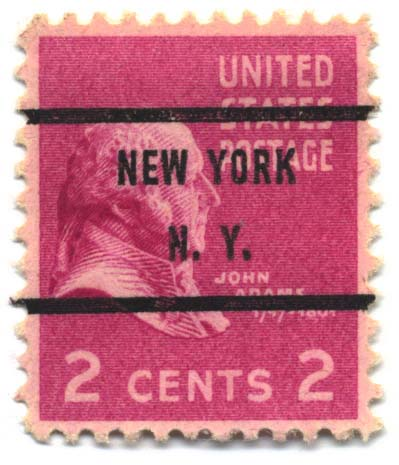
2-центова марка із зображенням Джона Адамса, 3 червня 1938 р. з попереднім гашенням

Знаменитий Президентський випуск марок, для скорочення названий «Президентами», вийшов у 1938 році. В серії були представлені всі 29 американських президентів до Калвіна Куліджа у вигляді зображень невеликих бюстів в одному кольорі до номіналу 50 центів, і в чорно-білому кольорі з кольоровими літерами для номіналів 1, 2 і 5 доларів. На додатково випущених марках були зображені Франклін (½ цента), Марта Вашингтон (1½ цента) і Білий дім (4½ цента). Багато номіналів слугували лише для того, щоб на марках були представлені всі президенти США, і зовсім не обов'язково відповідають поштовим тарифам. Через це одним з найскладніших завдань, які вирішують колекціонери «Президентів», є, наприклад, пошук конверту з однією маркою номіналом 16 центів для оплати комбінації поштових тарифів, які діяли в період обігу «президентських» марок. Велику кількість таких конвертів ще належить знайти: деякі продавці філателістичних матеріалів на інтернет-аукціоні eBay зі здивуванням дізнались, що за звичайний на перший погляд конверт пропонують декілька сотень доларів саме через те, що це саме такий випадок.

## Період після Другої світової війни
Післявоєнна програма випуску поштових марок послідовно виконувалась протягом багатьох років: постійно випускались окремі комеморативні марки з номіналом, який дорівнював вартості пересилки листа першого класу. Починаючи з 1948 року Конгрес США почав проштовхувати випуск поштовим відомством марок на пропозицію окремих штатів, що призвело до відносно масової емісії незрозумілих марок, яка залишалась малокерованою аж до створення в 1957 році Державного консультативного комітету з емісії поштових марок (англ. Citizens' Stamp Advisory Committee) (CSAC).

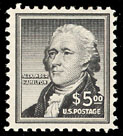
5-доларова марка із зображенням Александера Гамілтона (19 березня 1956)

Випуск «Свобода» 1954 року, надрукований в самий розпал холодної війни, був найполітизованішим в порівнянні із попередніми випусками. На марці фіолетового кольору номіналом 3 центи (розповсюджений тариф для поштових відправлень першого класу) зображена Статуя Свободи і розташований напис «На Бога покладаємось» (англ. In God We Trust), перше пряме згадування релігії на марці США. Сюжети інших марок серії присвячені тематиці свободи, як наприклад, у випадку з маркою на честь Патріка Генрі, хоча інші сюжети, наприклад, Бенджамін Гаррісон, пояснити важче.
Тариф 3 центи за поштові відправлення першого класу не змінювався з 1933 року, але до 1958 року ніякі підвищення ефективності роботи не могли стримати ціни, і тариф був підвищений до 4 центів, що стало початком постійного зростання тарифів, які досягли 42 центів станом на 2008 рік.
За випуском «Свобода» в 1960-ті роки вийшла серія «Видатні американці», її своєю чергою змінила серія «Американа» в 1970-х роках.
В 1971 році була проведена реорганізація поштового відомства США, котре почало називатись Поштовою службою США (USPS). Однак її діяльність як і раніше підлягає жорсткому регулюванню. При цьому, наприклад, рішення щодо випуску комеморативних марок продовжує приймати саме CSAC.

## Сучасні поштові марки США
Першою самоклейною маркою стала 10-центова марка різдвяного випуска 1974 року. Вона не вважається успішною, оскільки марки, що збереглися, хоча і трапляються часто, поступово знебарвлюються через застосований вид клейкого матеріалу. Самоклейки після цього не випускались аж до 1989 року, але відтоді поступово набули такої популярності, що 2004 року було випущено лише невелика кількість марок з традиційним клейким шаром, які поштові службовці США тепер називають «ручними марками» (англ. manual stamps).
Відповідно в 1980 і 1981 роках почався випуск серій «Великі американці» і «Транспорт». Рулонні марки серії «Транспорт» постійно були в обігу протягом 20 років. Випуск марок серії «Великі американці» ще триває.
Зростання популярності електронної пошти та інших технологій у 1990-ті роки призвело до зниження обсягів пересилки першого класу, попри збільшення обсягів безадресних масових поштових відправлень за заниженими тарифами. Продовжується емісія великої кількості комеморативних марок, але дедалі більше з них надходять саме до колекціонерів, тоді як в повсякденній пошті звичайного американця переважають знаки поштової оплати без зазначення номіналу, які випускаються спеціально для компаній і підприємств.
12 квітня 2007 в продаж надійшла «вічна марка» (англ. forever stamp) номіналом 41 цент, яка буде придатна для відправки листів першого класу до 20 грамів у будь-який час в майбутньому — незалежно від зміни цін. Від 12 травня 2008 року тариф на пересилання таких поштових відправлень становить 42 цента.

## Основні історичні дати

Динаміка змін тарифів Поштової служби США для відправлень першого класу

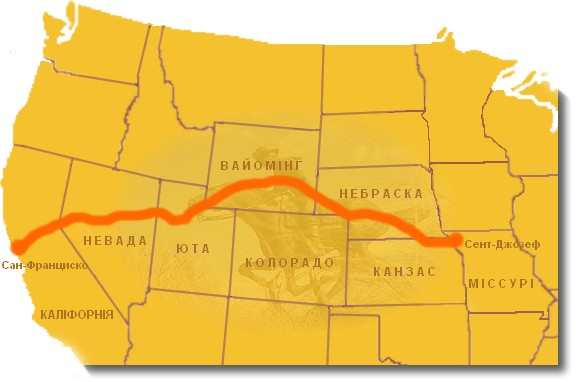
Маршрут поштової служби «Поні-Експрес»

- 1639 — засновано перше американське поштове відомство в Бостоні
- 1672 — відкрито поштове сполучення між Нью-Йорком і Бостоном
- 1674 — поштова служба в Коннектикуті
- 1683 — Вільям Пенн почав щотижневу доставку пошти в міста і села Пенсильванії і Меріленду
- 1693 — у Вірджинії відкрито поштове обслуговування між колоніями
- 1775 — першим головним поштмейстером став Бенджамін Франклін
- 1785 — перша трансатлантична доставка пошти з Америки у Францію (Бенджаміну Франкліну) на повітряній кулі

- 1799 — Конгрес США прийняв закон, який передбачає смертну кару за пограбування пошти
- 1813 — доставлена пароплавом перша пошта
- 1832 — відкрита перша офіційна залізнична поштова служба
- 1847 — введені в обіг перші поштові марки США
- 1851 — з'явився перший у світі конверт першого дня
- 1857 — випущені поштові марки із зубцівкою
- 1860 — організована поштова служба «Поні-Експрес»
- 1893 — перший випуск комеморативних марок з нагоди Всесвітньої виставки в Чикаго
- 1913 — розпочата доставка посилок
- 1918 — випущені перші марки авіапошти, включаючи знамениту «Перевернуту Дженні» (Sc #C3a)[7][8][9]
- 1920 — трансконтинентальна пошта між Нью-Йорком і Сан-Франциско
- 1958 — до створення марок стали залучати відомих художників
- 1963 — введені поштові індекси (ZIP-коди)